# 1968 في جنوب إفريقيا
فيما يلي قوائم الأحداث التي وقعت خلال عام 1968 في جنوب أفريقيا.

## رياضة
- 1 يناير – جائزة جنوب أفريقيا الكبرى 1968 الفائز جيم كلارك.

## مواليد

### يناير
- 1 يناير – فيليب بارلو
- 1 يناير – ليزا برايس فنانة جنوب أفريقية.

### فبراير
- 1 فبراير – مارك نيكسون لاعب دوري رغبي نيوزيلندي.
- 11 فبراير – ديون ديفيدز مدرب اتحاد رغبي جنوب أفريقي.

### مارس
- 8 مارس – كلير وود لاعبة كرة مضرب بريطانية.
- 30 مارس – ديون سميث لاعب كركيت جنوب أفريقي.

### أبريل
- 19 أبريل – جايسون لويس سياسي أمريكي.

### مايو
- 17 مايو – ميكي آرثر لاعب كركيت جنوب أفريقي.
- 19 مايو – ثيو دي رادت
- 22 مايو – ميخائيل أراوغو لاعب كرة قدم جنوب أفريقي.

### يوليو
- 4 يوليو – بري أومارا
- 5 يوليو – كلينتون فيريرا لاعب كرة مضرب جنوب أفريقي.

### ديسمبر
- 2 ديسمبر – إلنا رايناخ لاعبة كرة مضرب جنوب أفريقية.
- 22 ديسمبر – ليبوهانغ مورولا لاعب كرة قدم جنوب أفريقي.
- 25 ديسمبر – أندرو تاكر لاعب كرة قدم جنوب أفريقي.

## وفيات

### يناير
- 7 يناير – جيمس سميث (مواليد 1897)

### مارس
- 7 مارس – كوينتن براند (مواليد 1893)

### أبريل
- 2 أبريل – ويليام فير (مواليد 1892)

### مايو
- 12 مايو – زد كي. ماثيوز (مواليد 1901)

### يونيو
- 27 يونيو – نورمان نورتن (مواليد 1881) لاعب كركيت جنوب أفريقي.

### أغسطس
- 24 أغسطس – سيريل فنسنت (مواليد 1902) لاعب كركيت جنوب أفريقي.